# Standard for the exchange of product model data
STEP (STandard for the Exchange of Product model data) ist ein Standard zur Beschreibung von Produktdaten. Er umfasst neben den physischen auch funktionale Aspekte eines Produktes. STEP ist formal in der ISO-Norm 10303 definiert. Aufgrund der Standardisierung ist er für den Datenaustausch zwischen verschiedenen Systemen geeignet. Innerhalb von STEP können Produktdateninformationen des gesamten Lebenszyklus abgebildet werden. 
Somit eignet er sich für viele verschiedene Anwendungsbereiche bzw. -systeme wie beispielsweise Computer-aided design (CAD), Computer-aided manufacturing (CAM), Produktdatenmanagement (PDM), Digital Mock-Up (DMU) und computer-aided engineering (CAE).
Hierfür werden sogenannte Applikationsprotokolle für die verschiedensten Anwendungsbereiche zur Verfügung gestellt
- AP 203 (Configuration Controlled Design), Anwendung im Bereich: Aerospace
- AP 212 (Electrotechnical Design and Installation)
- AP 214 (Core data for automotive mechanical design processes), Anwendung im Bereich: Automotive
- AP 218 (Ship structures)
- AP 233 (Systems Engineering data representation)
- AP 236 (Furniture product data and project data)
- AP 242 (Managed model based 3D engineering), ersetzt AP203 und AP214

Die Applikationsprotokolle sind Pakete von Schnittstellen und Datentypen, die für einen bestimmten Anwendungsfall konzipiert sind. Anwendungsprotokoll 214 ist beispielsweise besonders auf die Automobilindustrie zugeschnitten. Gleichzeitig tauchen bestimmte Beschreibungen in mehreren Anwendungsprotokollen auf. So kann etwa sowohl AP 203 als auch AP 214 CAD-Daten (Geometrie, Materialeigenschaften) in einer Boundary Representation behandeln.

## Normung
In Deutschland wird für den Produktdatenaustausch im Bereich der technischen Gebäudeausrüstung auch die VDI 3805 genutzt.
Folgende Teile der ISO 10303 waren in Deutschland als DIN EN ISO 10303 bis zu deren Zurückziehung gültig:
- ISO 10303-210 Industrielle Automatisierungssysteme und Integration – Produktdatendarstellung und -austausch – Teil 210: Anwendungsprotokoll: Elektronische Montage, Verbindung und Gestaltung (Ausgabe 03.2021)
- ISO 10303-212 Industrielle Automatisierungssysteme und Integration – Produktdatendarstellung und -austausch – Teil 212: Anwendungsprotokoll: Elektrische/elektrotechnische Systeme und Anlagen (Ausgabe 03.2001)
- ISO 10303-225 Industrielle Automatisierungssysteme und Integration – Produktdatendarstellung und -austausch – Teil 225: Anwendungsprotokoll: Gebäudeelemente unter expliziter Darstellung der Bauteilgeometrie (Ausgabe 12.1999)

Als allgemeines Datenaustauschformat im Bauwesen für Gebäudedaten (z. B. aus bauwesenspezifischen CAD-Systemen) wird auch das Format IFC genutzt.